# Mecicobothrium
Mecicobothrium Holmberg, 1882 è un genere di ragni appartenente alla famiglia Mecicobothriidae.

## Etimologia
Il nome deriva dal greco μηκικός, mikikòs cioè longitudinalmente, in senso longitudinale e βοθρεύειν, bothrèueiv, cioè scavare una buca, una fossa, per la forma e l'orientamento della tana.

## Distribuzione
Le due specie note di questo genere sono state rinvenute in America Meridionale: la Mecicobothrium baccai è stata rinvenuta in Brasile, nello Stato di Santa Catarina; la Mecicobothrium thorelli in Argentina (nella provincia di Buenos Aires) e in Uruguay.

## Tassonomia
Attualmente, a giugno 2012, si compone di due specie:
- Mecicobothrium baccai Lucas et al., 2006 — Brasile
- Mecicobothrium thorelli Holmberg, 1882[2] — Argentina, Uruguay